# Наумбурзький собор
Наумбурзький собор святих апостолів Петра і Павла (нім. Naumburger Dom) — трьохнефна базиліка з 2 трансептами, 2 хорами і 4 вежами, що знаходиться в історичному центрі містечка Наумбург в землі Саксонія-Ангальт, Німеччина.

## Опис
Наумбурзький собор є прикладом поєднання романської та готичної архітектури. Будівництво собору розпочалося на початку XII століття. Найцікавіший західний хор собору є яскравим зразком синтезу архітектури і скульптури зрілої готики з шедеврами готичної пластики, статуями донаторів та рельєфами Страстей Христових на огорожі. Різьблені кам'яні рельєфи зображують сторінки Євангелія, а 12 засновників собору увічнені в різних кам'яних скульптурах, серед яких вирізняється скульптура Ути фон Балленштедт (нім. Uta von Ballenstedt), яка стала символом не тільки міста Наумбурга, але й всієї землі Саксонія-Ангальт. У соборі збереглися скульптурні роботи анонімного Наумбурзького майстра, що вважаються шедеврами мистецтва епохи Середньовіччя. У 2011 році в Наумбурзі проходила велика художня виставка, присвячена мистецьким скарбам собору та творчості Наумбурзького майстра.

## Поховані
Ута Балленштедтська (також Ута Наумбурзька, 1000 — 23 жовтня, бл. 1046) — маркграфиня, дружина Еккегарда II, маркграфа Мейсена, Саксонської Східної марки та графа Хутіці.